# 红旗街道 (吉林市)
红旗街道，是中华人民共和国吉林省吉林市丰满区下辖的一个乡镇级行政单位。

## 行政区划
红旗街道下辖以下地区：
天润社区、田园社区、九鑫社区、白山社区、红旗村、榆树村、四合村、温德村、白山村和小兰旗村。